# 257 (число)
Вижте пояснителната страница за други значения на 257.
257 (двеста петдесет и седем) е просто, естествено, цяло число, следващо 256 и предхождащо 258.
Двеста петдесет и седем с арабски цифри се записва „257“, а с римски – „CCLVII“. 257 е на 55-о място в реда на простите числа (след 251 и преди 263). Числото 257 е съставено от три цифри от позиционните бройни системи – 2 (две), 5 (пет), 7 (седем).

## Общи сведения
- 257 е нечетно число.
- 257-ият ден от невисокосна година е 14 септември.
- 257 е година от Новата ера.